# Buněčná smrt

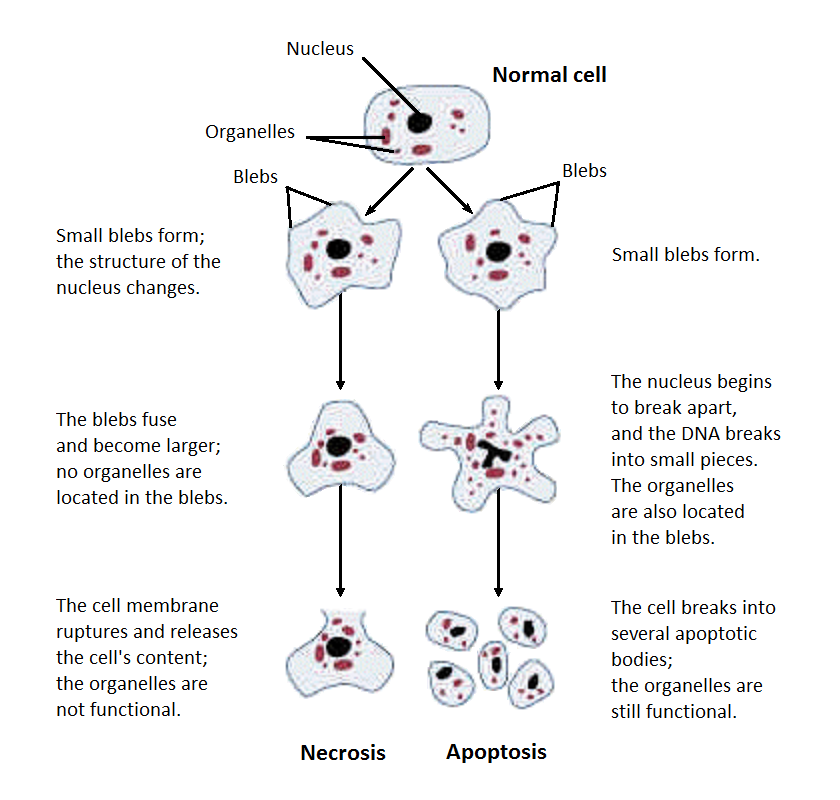
Rozdíl mezi procesem nekrózy a apoptózy

Buněčná smrt je souhrn procesů vedoucích ke konci života buňky, tedy do okamžiku, kdy buňka přestane vykonávat své funkce. To může být výsledkem přirozeného procesu odumírání starých buněk a jejich nahrazování novými (programovaná buněčná smrt, nejčastěji apoptóza) nebo to může být důsledkem nemoci, lokalizovaného poškození nebo smrti organismu (nekróza).
Mezi apoptózou a nekrózou existují některé fundamentální rozdíly. Při apoptóze se buňka scvrkává (zmenšuje svůj objem), při nekróze obvykle bobtná (zvětšuje svůj objem). Při apoptóze se vytvářejí apoptotická tělíska, jež jsou většinou pozřena okolními fagocytujícími buňkami. Při nekróze dochází k vylití cytoplazmy ven z buňky do okolí. Hranice mezi apoptózou a nekrózou není ostrá, existuje mezi nimi poměrně plynulý přechod. Některé typy buněčné smrti jsou proto nazývány programovaná nekróza.
V odborné literatuře se vyčleňují i další typy buněčné smrti, například pyroptóza, nekroptóza, netóza a mnohé další.
U jednobuněčných organismů znamená buněčná smrt zánik samotného organismu. U mnohobuněčných organismů může v mnoha případech plnit určitou funkci.

## Programovaná buněčná smrt
Programovaná buněčná smrt (anglicky Programmed cell death, PCD) je fyziologický proces, při kterém buňky páchají sebevraždu díky vnitrobuněčnému programu (intracelulárnímu programu). Jedná se o proces aktivní a do jisté míry dobrovolný.
Programovaná buněčná smrt se provádí v regulovaném procesu, který obvykle poskytuje výhodu během životního cyklu organismu. Plní základní funkce jak při vývoji tkání mnohobuněčných živočichů, tak při vývoji tkání rostlin. Programovaná buněčná smrt může nastat procesem apoptóza, autofagie nebo dalšími variantami.

### Apoptóza

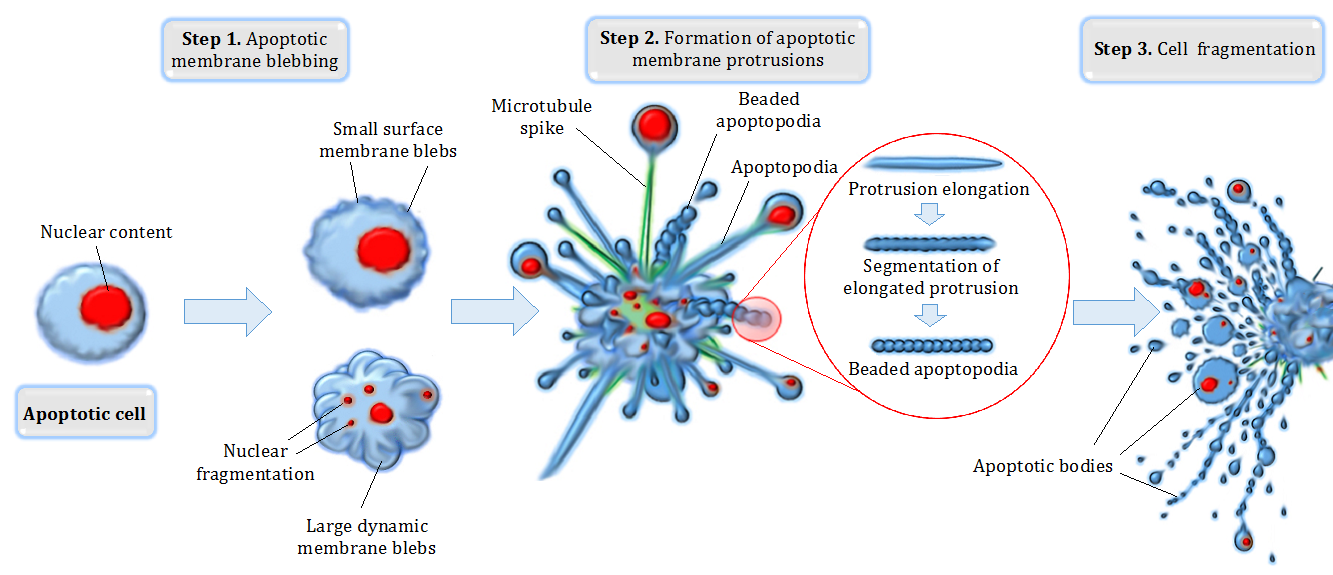
Schéma procesu apoptózy, při níž dochází k morfologickým změnám buňky.

Apoptóza je proces programované buněčné smrti, který se může vyskytnout u mnohobuněčných organismů. Vede k charakteristickým buněčným změnám - morfologii a na konec ke smrti.
Morfologické změny zahrnují tyto kroky:
1. Apoptopické bublání membrány (tvorba puchýřků)
2. Tvorba apoptotických membránových výběžků
3. Fragmentace buňky (jadernou fragmentace, kondenzace chromatinu a fragmentace chromozomální DNA).

Apoptóza může být iniciována absencí určitých faktorů nutných k přežití buňky. Pravá apoptóza musí být geneticky podmíněna, ale existují důkazy, že určité příznaky apoptózy (například aktivace endonukleázy) mohou být falešně vyvolány bez zapojení genetického impulsu. Začíná se také ukazovat, že mitóza (buněčné dělení) a apoptóza jsou nějakým způsobem přepínané nebo propojené a že dosažená rovnováha závisí na vhodných faktorech pro růst nebo přežití.

### Autofagie

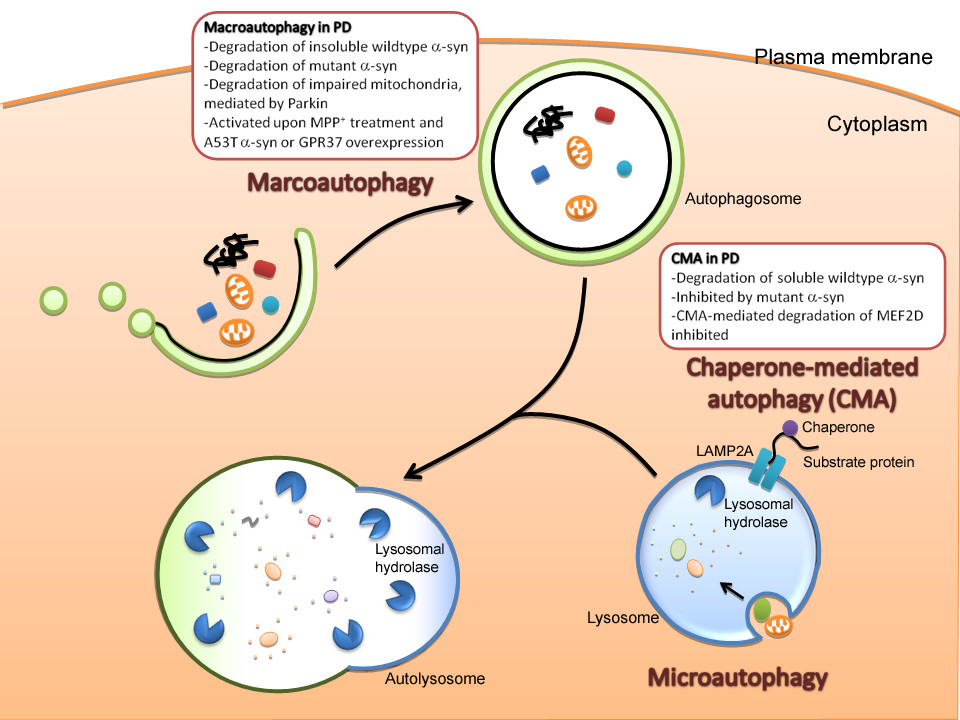
Schéma procesu autofagie, při níž membrána vznikajícího autofagozómu obklopí degradovanou strukturu a následně se spojí (fúzuje) s lysozómem.

Autofagie je buněčný proces, při kterém jsou vnitrobuněčné makromolekulární struktury nebo celé organely rozkládány (degradovány) pomocí lysozómu, či u rostlin pomocí vakuoly. V určité formě se pravděpodobně vyskytuje u většiny eukaryotických organismů s možnou výjimkou některých primitivních prvoků. Je to jeden z mechanismů udržení buněčné homeostázy (stálosti vnitřního prostředí).
Autofagie může být iniciována nedostatkem živin. Ale je také spojena s fyziologickými i patologickými procesy, jako je vývoj, diferenciace, neurodegenerativní onemocnění, stres, infekce a rakovina. 

### Další varianty PCD
Byly objeveny i další cesty programované buněčné smrti. Tyto alternativní cesty ke smrti jsou nazývané neapoptotická programovaná buněčná smrt. Jsou stejně účinné jako apoptóza a mohou fungovat buď jako záložní mechanismy nebo jako hlavní typ PCD.

## Nekróza
Nekróza (řecky mrtvý) je proces, při kterém dochází ke smrti buněk a tkání v důsledku vnějších vlivů. Jedná se o proces vynucený poškozením buňky, například při nedostatku živin, infekce, zranění nebo ozáření. Nekróza postihuje skupiny na sebe navzájem přiléhajících buněk, u kterých dochází k jejich nevratnému poškození.
Při nekróze buňka prochází otokem, následovaným nekontrolovaným prasknutím buněčné membrány s vyloučením buněčného obsahu. Tento buněčný obsah pak často způsobuje zánět v okolních buňkách. Nekróza se vyskytuje v mnoha různých formách. Typické znaky nekrózy jsou:
- buněčný edém (buňka se nafoukne) a dochází k vakuolizaci
- pokles bazofílie a vzestup acidofílie plazmy, struktury v ní se ztrácejí
- karyolýza (rozpuštění buněčného jádra)
- vznik zánětu okolních buněk